# Scelolophia subrubella
Scelolophia subrubella är en fjärilsart som beskrevs av W. Warren 1906. Scelolophia subrubella ingår i släktet Scelolophia och familjen mätare. Inga underarter finns listade.